# VIII Конференція РКП(б)
VIII Конференція РКП(б) — всеросійська конференція РКП(б). Проходила з 2 по 4 грудня 1919 року в Москві

## Положення
Конференція проходила в умовах громадянської війни та тероризму